# محمد الشيخ الصغير
محمد الشيخ الأصغر السعدي الحسني (توفي سنة 1064 هـ) سلطان المغرب من سلالة السعديين حكم من حاضرة مراكش بين 1636 - 1655م.

## مسيرته
بعد أن توفي السلطان زيدان بن أحمد سنة 1037 هـ، بويع ابنه عبد الملك بن زيدان بمراكش. فثار عليه أخواه الوليد ومحمد الشيخ الأصغر فهزمهما، إلى أن قتل وهو سكران سنة 1040 هـ. فتولى الحكم بعده أخوه الوليد بن زيدان، فكان سكيرا كذلك إلى أن اغتيل سنة 1045 هـ بعد أن رفض أداء رواتب الجيوش.
حاول محمد الشيخ الأصغر تركيز التجارة المغربية الخارجية بكاملها في آسفي بين أيدي الأنجليز وأن يحصل من ملكهم على سفن حربية لمنع كل تجارة مع الجنوب إلا أن السلطان كان يخشى من انقطاع العلاقات بينه وبين الفرنسيين والهولنديين. فوجه السلطان عام 1069هـ/1638م سفيره محمد بن عسكر إلى إنجلترا يحمل خطابا لاستعجال تشارلز الأول ملك إنجلترا بارسال الاسلحة المطلوبة إلى المغرب، وقمع التجار الإنجليز الذين كانوا يبيعون الأسلحة للثوار وكان ذلك بناء على المعاهدة المبرمة بين البلدين في 20 سبتمبر 1637م، والتي تنص على عدم قيام اية علاقة بين مملكة بريطانيا وأعداء السلطان في سانتا كروز لكن التجار الأنجليز استمروا في تهريبهم للسلاح إلى الصحراء. ورد عليه يشكره فيها على تلبية طلباته.
يعد عصر محمد الشيخ الأصغر عصر ثورات، فقد استولى الدلائيون تحت قيادة محمد الحاج الدلائي على فاس وهزموه سنة 1048 هـ، في الحين الذي كان فيه العلويون يوسعون مناطق نفوذهم لنشر دعوتهم.
في فترة حكمه وردته رسالة من بعض أهل المشرق في حكم تناول التبغ، فكلف السلطان محمد الشيخ الأصغر الفقيه الفقيه أبو مهدي عيسى السكتاني بالتحقيق والبحث فيما ورد في الرسالة، والحسم في أمر ذلك.
توفي محمد الشيخ الصغير سنة 1064 هـ، وتولى من بعده ابنه العباس بن محمد الشيخ.

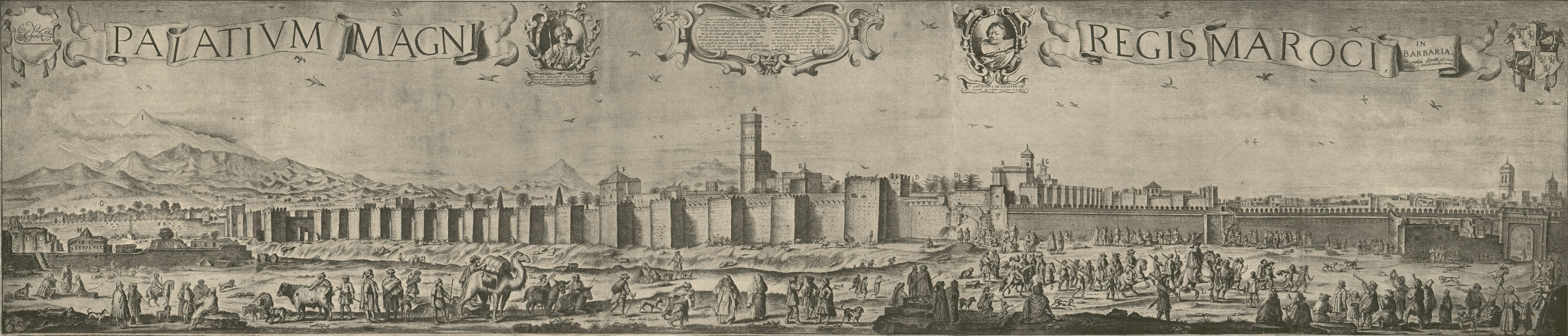
مراكش وقصر البديع زمن فترة حكم السلطان محمد الشيخ الصغير، لوحة أدريان ماثام, 1640.

.